# Lista di asteroidi (417001-418000)
Di seguito una lista di asteroidi dal numero 417001 al 418000 con data di scoperta e scopritore.

## 417001-417100
| Nome     | Designazione provvisoria | Data di scoperta  | Scopritore        |
| -------- | ------------------------ | ----------------- | ----------------- |
| 417001 - | 2005 TT179               | 6 ottobre 2005    | LONEOS            |
| 417002 - | 2005 TY186               | 24 settembre 2005 | Spacewatch        |
| 417003 - | 2005 TD189               | 13 ottobre 2005   | Spacewatch        |
| 417004 - | 2005 TS191               | 1º ottobre 2005   | Mt. Lemmon Survey |
| 417005 - | 2005 UL4                 | 23 ottobre 2005   | CSS               |
| 417006 - | 2005 UV5                 | 25 ottobre 2005   | LINEAR            |
| 417007 - | 2005 UX7                 | 30 agosto 2005    | LINEAR            |
| 417008 - | 2005 UV17                | 22 ottobre 2005   | Spacewatch        |
| 417009 - | 2005 UU23                | 23 ottobre 2005   | Spacewatch        |
| 417010 - | 2005 UE41                | 24 ottobre 2005   | Spacewatch        |
| 417011 - | 2005 UF41                | 24 ottobre 2005   | Spacewatch        |
| 417012 - | 2005 UG41                | 24 ottobre 2005   | Spacewatch        |
| 417013 - | 2005 UO44                | 22 ottobre 2005   | Spacewatch        |
| 417014 - | 2005 UP44                | 22 ottobre 2005   | Spacewatch        |
| 417015 - | 2005 UW46                | 22 ottobre 2005   | Spacewatch        |
| 417016 - | 2005 UG49                | 1º ottobre 2005   | Mt. Lemmon Survey |
| 417017 - | 2005 UJ54                | 23 ottobre 2005   | CSS               |
| 417018 - | 2005 UH58                | 24 ottobre 2005   | Spacewatch        |
| 417019 - | 2005 UV59                | 25 ottobre 2005   | LONEOS            |
| 417020 - | 2005 UX64                | 29 ottobre 2005   | Young, J. W.      |
| 417021 - | 2005 UU68                | 23 ottobre 2005   | NEAT              |
| 417022 - | 2005 UY80                | 25 ottobre 2005   | Mt. Lemmon Survey |
| 417023 - | 2005 UK82                | 22 ottobre 2005   | Spacewatch        |
| 417024 - | 2005 UH83                | 22 ottobre 2005   | Spacewatch        |
| 417025 - | 2005 UQ84                | 22 ottobre 2005   | Spacewatch        |
| 417026 - | 2005 UV85                | 22 ottobre 2005   | Spacewatch        |
| 417027 - | 2005 UM88                | 22 ottobre 2005   | Spacewatch        |
| 417028 - | 2005 UZ89                | 22 ottobre 2005   | Spacewatch        |
| 417029 - | 2005 UV90                | 26 marzo 2003     | LONEOS            |
| 417030 - | 2005 UH91                | 22 ottobre 2005   | Spacewatch        |
| 417031 - | 2005 UB98                | 22 ottobre 2005   | Spacewatch        |
| 417032 - | 2005 UL99                | 22 ottobre 2005   | Spacewatch        |
| 417033 - | 2005 UH106               | 22 ottobre 2005   | Spacewatch        |
| 417034 - | 2005 UM106               | 22 ottobre 2005   | Spacewatch        |
| 417035 - | 2005 UK108               | 22 ottobre 2005   | Spacewatch        |
| 417036 - | 2005 UQ111               | 22 ottobre 2005   | Spacewatch        |
| 417037 - | 2005 UT114               | 22 ottobre 2005   | NEAT              |
| 417038 - | 2005 UD115               | 23 ottobre 2005   | NEAT              |
| 417039 - | 2005 UV115               | 23 ottobre 2005   | CSS               |
| 417040 - | 2005 UN117               | 5 ottobre 2005    | Spacewatch        |
| 417041 - | 2005 UX118               | 24 ottobre 2005   | Spacewatch        |
| 417042 - | 2005 UL122               | 24 ottobre 2005   | Spacewatch        |
| 417043 - | 2005 UE126               | 24 ottobre 2005   | Spacewatch        |
| 417044 - | 2005 UY127               | 24 ottobre 2005   | Spacewatch        |
| 417045 - | 2005 UW129               | 24 ottobre 2005   | Spacewatch        |
| 417046 - | 2005 UR140               | 25 ottobre 2005   | Mt. Lemmon Survey |
| 417047 - | 2005 UO154               | 26 ottobre 2005   | Spacewatch        |
| 417048 - | 2005 UJ156               | 26 ottobre 2005   | NEAT              |
| 417049 - | 2005 UG158               | 1º ottobre 2005   | Mt. Lemmon Survey |
| 417050 - | 2005 UG161               | 22 ottobre 2005   | NEAT              |
| 417051 - | 2005 UB166               | 12 ottobre 2005   | Spacewatch        |
| 417052 - | 2005 UL181               | 24 ottobre 2005   | Spacewatch        |
| 417053 - | 2005 UO182               | 24 ottobre 2005   | Spacewatch        |
| 417054 - | 2005 UB183               | 24 ottobre 2005   | Spacewatch        |
| 417055 - | 2005 UP184               | 25 ottobre 2005   | Mt. Lemmon Survey |
| 417056 - | 2005 US187               | 27 ottobre 2005   | Spacewatch        |
| 417057 - | 2005 UG194               | 22 ottobre 2005   | Spacewatch        |
| 417058 - | 2005 UA195               | 22 ottobre 2005   | Spacewatch        |
| 417059 - | 2005 UL202               | 25 ottobre 2005   | Spacewatch        |
| 417060 - | 2005 UP205               | 26 ottobre 2005   | Spacewatch        |
| 417061 - | 2005 UK210               | 27 ottobre 2005   | Mt. Lemmon Survey |
| 417062 - | 2005 UM212               | 27 ottobre 2005   | Spacewatch        |
| 417063 - | 2005 UH218               | 25 ottobre 2005   | Spacewatch        |
| 417064 - | 2005 UK219               | 25 ottobre 2005   | Spacewatch        |
| 417065 - | 2005 UQ219               | 25 ottobre 2005   | Spacewatch        |
| 417066 - | 2005 UP222               | 25 ottobre 2005   | Spacewatch        |
| 417067 - | 2005 US225               | 25 ottobre 2005   | Spacewatch        |
| 417068 - | 2005 UW227               | 25 ottobre 2005   | Spacewatch        |
| 417069 - | 2005 UX227               | 25 ottobre 2005   | Spacewatch        |
| 417070 - | 2005 UM228               | 25 ottobre 2005   | Spacewatch        |
| 417071 - | 2005 UX229               | 9 febbraio 2002   | Spacewatch        |
| 417072 - | 2005 UN232               | 25 ottobre 2005   | Mt. Lemmon Survey |
| 417073 - | 2005 UZ239               | 25 ottobre 2005   | Spacewatch        |
| 417074 - | 2005 UT240               | 25 ottobre 2005   | Spacewatch        |
| 417075 - | 2005 UT242               | 25 ottobre 2005   | Spacewatch        |
| 417076 - | 2005 UD244               | 25 ottobre 2005   | Spacewatch        |
| 417077 - | 2005 UO247               | 28 ottobre 2005   | Spacewatch        |
| 417078 - | 2005 UQ251               | 24 ottobre 2005   | Spacewatch        |
| 417079 - | 2005 UU257               | 25 ottobre 2005   | Spacewatch        |
| 417080 - | 2005 UF258               | 25 ottobre 2005   | Spacewatch        |
| 417081 - | 2005 UM260               | 25 ottobre 2005   | Spacewatch        |
| 417082 - | 2005 UN261               | 1º ottobre 2005   | Spacewatch        |
| 417083 - | 2005 UY263               | 26 marzo 2003     | Spacewatch        |
| 417084 - | 2005 UZ267               | 27 ottobre 2005   | Mt. Lemmon Survey |
| 417085 - | 2005 UC274               | 24 ottobre 2005   | NEAT              |
| 417086 - | 2005 UE291               | 26 ottobre 2005   | Spacewatch        |
| 417087 - | 2005 UC293               | 26 ottobre 2005   | Spacewatch        |
| 417088 - | 2005 UZ296               | 26 ottobre 2005   | Spacewatch        |
| 417089 - | 2005 UK299               | 26 ottobre 2005   | Spacewatch        |
| 417090 - | 2005 UQ303               | 26 ottobre 2005   | Spacewatch        |
| 417091 - | 2005 UP306               | 27 ottobre 2005   | Mt. Lemmon Survey |
| 417092 - | 2005 UA309               | 25 settembre 2005 | Spacewatch        |
| 417093 - | 2005 UE309               | 28 ottobre 2005   | LINEAR            |
| 417094 - | 2005 UV318               | 27 ottobre 2005   | Spacewatch        |
| 417095 - | 2005 UZ331               | 25 ottobre 2005   | Spacewatch        |
| 417096 - | 2005 UJ338               | 31 ottobre 2005   | Spacewatch        |
| 417097 - | 2005 UC347               | 30 ottobre 2005   | Spacewatch        |
| 417098 - | 2005 UV358               | 24 ottobre 2005   | Spacewatch        |
| 417099 - | 2005 UE360               | 25 ottobre 2005   | Mt. Lemmon Survey |
| 417100 - | 2005 UU372               | 27 ottobre 2005   | Spacewatch        |

## 417101-417200
| Nome     | Designazione provvisoria | Data di scoperta  | Scopritore        |
| -------- | ------------------------ | ----------------- | ----------------- |
| 417101 - | 2005 UC373               | 27 ottobre 2005   | Spacewatch        |
| 417102 - | 2005 UH380               | 30 settembre 2005 | Mt. Lemmon Survey |
| 417103 - | 2005 UC383               | 27 ottobre 2005   | Spacewatch        |
| 417104 - | 2005 UV383               | 1º ottobre 2005   | LONEOS            |
| 417105 - | 2005 UC392               | 30 ottobre 2005   | Spacewatch        |
| 417106 - | 2005 UW392               | 30 ottobre 2005   | Mt. Lemmon Survey |
| 417107 - | 2005 UD396               | 24 ottobre 2005   | Spacewatch        |
| 417108 - | 2005 UX425               | 28 ottobre 2005   | Spacewatch        |
| 417109 - | 2005 UJ428               | 28 ottobre 2005   | Spacewatch        |
| 417110 - | 2005 UN428               | 28 ottobre 2005   | Spacewatch        |
| 417111 - | 2005 UM439               | 29 ottobre 2005   | Spacewatch        |
| 417112 - | 2005 UT439               | 1º ottobre 2005   | CSS               |
| 417113 - | 2005 UR449               | 30 ottobre 2005   | Spacewatch        |
| 417114 - | 2005 UT452               | 29 ottobre 2005   | Spacewatch        |
| 417115 - | 2005 UH477               | 25 ottobre 2005   | Mt. Lemmon Survey |
| 417116 - | 2005 UF487               | 3 settembre 2005  | NEAT              |
| 417117 - | 2005 UW489               | 10 ottobre 2005   | CSS               |
| 417118 - | 2005 UD490               | 23 ottobre 2005   | CSS               |
| 417119 - | 2005 UB496               | 26 ottobre 2005   | LONEOS            |
| 417120 - | 2005 UO497               | 5 ottobre 2005    | CSS               |
| 417121 - | 2005 UO498               | 27 ottobre 2005   | CSS               |
| 417122 - | 2005 UK501               | 27 ottobre 2005   | CSS               |
| 417123 - | 2005 UM509               | 21 ottobre 2005   | NEAT              |
| 417124 - | 2005 UR512               | 30 ottobre 2005   | Mt. Lemmon Survey |
| 417125 - | 2005 UT512               | 31 ottobre 2005   | CSS               |
| 417126 - | 2005 UT525               | 25 ottobre 2005   | Mt. Lemmon Survey |
| 417127 - | 2005 UP526               | 25 ottobre 2005   | Spacewatch        |
| 417128 - | 2005 UC527               | 27 ottobre 2005   | Mt. Lemmon Survey |
| 417129 - | 2005 VG                  | 2 novembre 2005   | Durig, D. T.      |
| 417130 - | 2005 VO4                 | 7 novembre 2005   | Rinner, C.        |
| 417131 - | 2005 VE24                | 1º novembre 2005  | Spacewatch        |
| 417132 - | 2005 VW25                | 2 novembre 2005   | Mt. Lemmon Survey |
| 417133 - | 2005 VN38                | 3 novembre 2005   | Mt. Lemmon Survey |
| 417134 - | 2005 VX43                | 3 novembre 2005   | Spacewatch        |
| 417135 - | 2005 VE50                | 25 ottobre 2005   | Spacewatch        |
| 417136 - | 2005 VM58                | 5 novembre 2005   | Spacewatch        |
| 417137 - | 2005 VF70                | 1º novembre 2005  | Mt. Lemmon Survey |
| 417138 - | 2005 VY73                | 1º novembre 2005  | Mt. Lemmon Survey |
| 417139 - | 2005 VM74                | 1º novembre 2005  | Mt. Lemmon Survey |
| 417140 - | 2005 VF76                | 3 novembre 2005   | LINEAR            |
| 417141 - | 2005 VF81                | 5 novembre 2005   | Spacewatch        |
| 417142 - | 2005 VD83                | 3 novembre 2005   | Mt. Lemmon Survey |
| 417143 - | 2005 VY83                | 30 ottobre 2005   | Mt. Lemmon Survey |
| 417144 - | 2005 VE90                | 6 novembre 2005   | Spacewatch        |
| 417145 - | 2005 VL93                | 6 novembre 2005   | Mt. Lemmon Survey |
| 417146 - | 2005 VX103               | 3 novembre 2005   | Spacewatch        |
| 417147 - | 2005 VN108               | 25 ottobre 2005   | Spacewatch        |
| 417148 - | 2005 VV109               | 25 ottobre 2005   | Spacewatch        |
| 417149 - | 2005 VU111               | 6 novembre 2005   | Mt. Lemmon Survey |
| 417150 - | 2005 VM114               | 10 novembre 2005  | Mt. Lemmon Survey |
| 417151 - | 2005 VR115               | 11 novembre 2005  | Spacewatch        |
| 417152 - | 2005 VP116               | 11 novembre 2005  | Spacewatch        |
| 417153 - | 2005 VA125               | 7 novembre 2005   | Mauna Kea         |
| 417154 - | 2005 WU4                 | 20 novembre 2005  | CSS               |
| 417155 - | 2005 WE12                | 25 ottobre 2005   | Mt. Lemmon Survey |
| 417156 - | 2005 WM20                | 21 novembre 2005  | Spacewatch        |
| 417157 - | 2005 WX21                | 30 ottobre 2005   | Mt. Lemmon Survey |
| 417158 - | 2005 WN23                | 30 settembre 2005 | Mt. Lemmon Survey |
| 417159 - | 2005 WK26                | 21 novembre 2005  | Spacewatch        |
| 417160 - | 2005 WO32                | 21 novembre 2005  | Spacewatch        |
| 417161 - | 2005 WF35                | 22 novembre 2005  | Spacewatch        |
| 417162 - | 2005 WK43                | 21 novembre 2005  | LONEOS            |
| 417163 - | 2005 WK44                | 22 novembre 2005  | Spacewatch        |
| 417164 - | 2005 WO50                | 12 novembre 2005  | Spacewatch        |
| 417165 - | 2005 WG51                | 25 novembre 2005  | Spacewatch        |
| 417166 - | 2005 WR51                | 25 novembre 2005  | Spacewatch        |
| 417167 - | 2005 WH57                | 30 novembre 2005  | LINEAR            |
| 417168 - | 2005 WS57                | 21 novembre 2005  | CSS               |
| 417169 - | 2005 WJ71                | 21 novembre 2005  | Spacewatch        |
| 417170 - | 2005 WQ71                | 21 novembre 2005  | CSS               |
| 417171 - | 2005 WZ74                | 5 novembre 2005   | Spacewatch        |
| 417172 - | 2005 WS77                | 25 novembre 2005  | Spacewatch        |
| 417173 - | 2005 WM81                | 26 novembre 2005  | Mt. Lemmon Survey |
| 417174 - | 2005 WV84                | 26 novembre 2005  | Mt. Lemmon Survey |
| 417175 - | 2005 WB93                | 25 novembre 2005  | Mt. Lemmon Survey |
| 417176 - | 2005 WM94                | 29 aprile 2003    | Spacewatch        |
| 417177 - | 2005 WD104               | 28 novembre 2005  | CSS               |
| 417178 - | 2005 WO112               | 30 novembre 2005  | LINEAR            |
| 417179 - | 2005 WW114               | 28 novembre 2005  | Mt. Lemmon Survey |
| 417180 - | 2005 WQ124               | 25 novembre 2005  | Spacewatch        |
| 417181 - | 2005 WC138               | 26 novembre 2005  | Mt. Lemmon Survey |
| 417182 - | 2005 WX138               | 26 novembre 2005  | Mt. Lemmon Survey |
| 417183 - | 2005 WV139               | 26 novembre 2005  | Mt. Lemmon Survey |
| 417184 - | 2005 WQ141               | 28 novembre 2005  | Mt. Lemmon Survey |
| 417185 - | 2005 WB151               | 28 novembre 2005  | LINEAR            |
| 417186 - | 2005 WK154               | 29 novembre 2005  | LINEAR            |
| 417187 - | 2005 WU154               | 29 novembre 2005  | Spacewatch        |
| 417188 - | 2005 WA163               | 29 novembre 2005  | Spacewatch        |
| 417189 - | 2005 WV169               | 22 novembre 2005  | Spacewatch        |
| 417190 - | 2005 WQ172               | 30 novembre 2005  | Mt. Lemmon Survey |
| 417191 - | 2005 WK173               | 30 novembre 2005  | Spacewatch        |
| 417192 - | 2005 WT182               | 26 novembre 2005  | LINEAR            |
| 417193 - | 2005 WS186               | 29 novembre 2005  | Spacewatch        |
| 417194 - | 2005 WJ193               | 28 novembre 2005  | CSS               |
| 417195 - | 2005 WB196               | 26 novembre 2005  | Mt. Lemmon Survey |
| 417196 - | 2005 WQ198               | 25 novembre 2005  | Spacewatch        |
| 417197 - | 2005 WS198               | 25 novembre 2005  | Spacewatch        |
| 417198 - | 2005 WM201               | 29 novembre 2005  | Spacewatch        |
| 417199 - | 2005 WH208               | 25 novembre 2005  | Mt. Lemmon Survey |
| 417200 - | 2005 XA4                 | 1º dicembre 2005  | NEAT              |

## 417201-417300
| Nome     | Designazione provvisoria | Data di scoperta | Scopritore           |
| -------- | ------------------------ | ---------------- | -------------------- |
| 417201 - | 2005 XM4                 | 4 dicembre 2005  | Siding Spring Survey |
| 417202 - | 2005 XL5                 | 6 novembre 2005  | Mt. Lemmon Survey    |
| 417203 - | 2005 XL11                | 1º dicembre 2005 | Spacewatch           |
| 417204 - | 2005 XS39                | 5 dicembre 2005  | LINEAR               |
| 417205 - | 2005 XZ41                | 2 dicembre 2005  | Mt. Lemmon Survey    |
| 417206 - | 2005 XC50                | 2 dicembre 2005  | Spacewatch           |
| 417207 - | 2005 XE58                | 2 dicembre 2005  | Mt. Lemmon Survey    |
| 417208 - | 2005 XW58                | 2 dicembre 2005  | Mt. Lemmon Survey    |
| 417209 - | 2005 XY61                | 5 dicembre 2005  | LINEAR               |
| 417210 - | 2005 XV77                | 10 dicembre 2005 | CSS                  |
| 417211 - | 2005 XL80                | 14 dicembre 2005 | LONEOS               |
| 417212 - | 2005 XZ81                | 8 dicembre 2005  | Spacewatch           |
| 417213 - | 2005 XY86                | 10 dicembre 2005 | Spacewatch           |
| 417214 - | 2005 XF102               | 1º dicembre 2005 | Buie, M. W.          |
| 417215 - | 2005 XM103               | 1º dicembre 2005 | Buie, M. W.          |
| 417216 - | 2005 XV109               | 1º dicembre 2005 | Buie, M. W.          |
| 417217 - | 2005 YS                  | 21 dicembre 2005 | LINEAR               |
| 417218 - | 2005 YL12                | 30 novembre 2005 | Spacewatch           |
| 417219 - | 2005 YT12                | 22 dicembre 2005 | Spacewatch           |
| 417220 - | 2005 YV24                | 24 dicembre 2005 | Spacewatch           |
| 417221 - | 2005 YJ28                | 22 dicembre 2005 | Spacewatch           |
| 417222 - | 2005 YW31                | 22 dicembre 2005 | Spacewatch           |
| 417223 - | 2005 YH34                | 24 dicembre 2005 | Spacewatch           |
| 417224 - | 2005 YQ37                | 21 dicembre 2005 | CSS                  |
| 417225 - | 2005 YO41                | 22 dicembre 2005 | CSS                  |
| 417226 - | 2005 YE47                | 25 dicembre 2005 | Spacewatch           |
| 417227 - | 2005 YQ48                | 22 dicembre 2005 | Spacewatch           |
| 417228 - | 2005 YA50                | 25 dicembre 2005 | Spacewatch           |
| 417229 - | 2005 YK52                | 30 novembre 2005 | Mt. Lemmon Survey    |
| 417230 - | 2005 YW56                | 30 novembre 2005 | Spacewatch           |
| 417231 - | 2005 YT57                | 24 dicembre 2005 | Spacewatch           |
| 417232 - | 2005 YN70                | 27 dicembre 2005 | Mt. Lemmon Survey    |
| 417233 - | 2005 YB72                | 5 dicembre 2005  | LINEAR               |
| 417234 - | 2005 YM74                | 24 dicembre 2005 | Spacewatch           |
| 417235 - | 2005 YA77                | 24 dicembre 2005 | Spacewatch           |
| 417236 - | 2005 YS88                | 25 dicembre 2005 | Mt. Lemmon Survey    |
| 417237 - | 2005 YY91                | 27 dicembre 2005 | LINEAR               |
| 417238 - | 2005 YL92                | 27 dicembre 2005 | Mt. Lemmon Survey    |
| 417239 - | 2005 YF110               | 25 dicembre 2005 | Spacewatch           |
| 417240 - | 2005 YV117               | 25 dicembre 2005 | Spacewatch           |
| 417241 - | 2005 YH122               | 22 dicembre 2005 | CSS                  |
| 417242 - | 2005 YY132               | 10 dicembre 2005 | Spacewatch           |
| 417243 - | 2005 YY156               | 27 dicembre 2005 | Spacewatch           |
| 417244 - | 2005 YZ160               | 27 dicembre 2005 | Spacewatch           |
| 417245 - | 2005 YN161               | 27 dicembre 2005 | LINEAR               |
| 417246 - | 2005 YZ184               | 27 dicembre 2005 | Mt. Lemmon Survey    |
| 417247 - | 2005 YD188               | 28 dicembre 2005 | Spacewatch           |
| 417248 - | 2005 YY191               | 30 dicembre 2005 | Spacewatch           |
| 417249 - | 2005 YE204               | 25 dicembre 2005 | Mt. Lemmon Survey    |
| 417250 - | 2005 YZ205               | 27 dicembre 2005 | Spacewatch           |
| 417251 - | 2005 YS207               | 29 dicembre 2005 | Spacewatch           |
| 417252 - | 2005 YN217               | 30 dicembre 2005 | Spacewatch           |
| 417253 - | 2005 YS222               | 21 dicembre 2005 | CSS                  |
| 417254 - | 2005 YW227               | 25 dicembre 2005 | Mt. Lemmon Survey    |
| 417255 - | 2005 YQ229               | 2 dicembre 2005  | Spacewatch           |
| 417256 - | 2005 YA238               | 28 dicembre 2005 | Spacewatch           |
| 417257 - | 2005 YD245               | 30 dicembre 2005 | Spacewatch           |
| 417258 - | 2005 YK245               | 30 dicembre 2005 | Mt. Lemmon Survey    |
| 417259 - | 2005 YM258               | 22 dicembre 2005 | Spacewatch           |
| 417260 - | 2005 YN260               | 24 dicembre 2005 | Spacewatch           |
| 417261 - | 2005 YX260               | 24 dicembre 2005 | Spacewatch           |
| 417262 - | 2005 YG271               | 28 dicembre 2005 | Spacewatch           |
| 417263 - | 2005 YV286               | 31 dicembre 2005 | Spacewatch           |
| 417264 - | 2006 AT2                 | 5 gennaio 2006   | CSS                  |
| 417265 - | 2006 AQ6                 | 29 dicembre 2005 | CSS                  |
| 417266 - | 2006 AD15                | 5 gennaio 2006   | Mt. Lemmon Survey    |
| 417267 - | 2006 AA25                | 5 dicembre 2005  | Mt. Lemmon Survey    |
| 417268 - | 2006 AM29                | 2 gennaio 2006   | CSS                  |
| 417269 - | 2006 AQ31                | 5 gennaio 2006   | CSS                  |
| 417270 - | 2006 AG32                | 5 gennaio 2006   | CSS                  |
| 417271 - | 2006 AQ32                | 5 gennaio 2006   | Spacewatch           |
| 417272 - | 2006 AU34                | 22 dicembre 2005 | Spacewatch           |
| 417273 - | 2006 AX42                | 6 gennaio 2006   | Spacewatch           |
| 417274 - | 2006 AL44                | 7 gennaio 2006   | Spacewatch           |
| 417275 - | 2006 AO47                | 7 gennaio 2006   | Mt. Lemmon Survey    |
| 417276 - | 2006 AV50                | 26 dicembre 2005 | Mt. Lemmon Survey    |
| 417277 - | 2006 AJ57                | 8 gennaio 2006   | Mt. Lemmon Survey    |
| 417278 - | 2006 AC62                | 5 gennaio 2006   | Spacewatch           |
| 417279 - | 2006 AT65                | 8 gennaio 2006   | Spacewatch           |
| 417280 - | 2006 AR67                | 9 gennaio 2006   | Mt. Lemmon Survey    |
| 417281 - | 2006 AG90                | 6 gennaio 2006   | Mt. Lemmon Survey    |
| 417282 - | 2006 AZ96                | 3 gennaio 2006   | LINEAR               |
| 417283 - | 2006 AL97                | 6 gennaio 2006   | CSS                  |
| 417284 - | 2006 AC105               | 7 gennaio 2006   | Mt. Lemmon Survey    |
| 417285 - | 2006 BH2                 | 7 gennaio 2006   | Mt. Lemmon Survey    |
| 417286 - | 2006 BS3                 | 25 dicembre 2005 | Mt. Lemmon Survey    |
| 417287 - | 2006 BH5                 | 8 gennaio 2006   | Spacewatch           |
| 417288 - | 2006 BB6                 | 29 novembre 2005 | Mt. Lemmon Survey    |
| 417289 - | 2006 BK8                 | 30 novembre 2005 | Mt. Lemmon Survey    |
| 417290 - | 2006 BJ30                | 6 dicembre 2005  | Mt. Lemmon Survey    |
| 417291 - | 2006 BQ45                | 7 gennaio 2006   | Mt. Lemmon Survey    |
| 417292 - | 2006 BP57                | 23 gennaio 2006  | Spacewatch           |
| 417293 - | 2006 BV63                | 22 gennaio 2006  | Mt. Lemmon Survey    |
| 417294 - | 2006 BK66                | 23 gennaio 2006  | Spacewatch           |
| 417295 - | 2006 BB69                | 23 gennaio 2006  | Spacewatch           |
| 417296 - | 2006 BH69                | 23 gennaio 2006  | Spacewatch           |
| 417297 - | 2006 BA72                | 23 gennaio 2006  | Spacewatch           |
| 417298 - | 2006 BE80                | 23 gennaio 2006  | Spacewatch           |
| 417299 - | 2006 BT80                | 23 gennaio 2006  | Spacewatch           |
| 417300 - | 2006 BA82                | 23 gennaio 2006  | Spacewatch           |

## 417301-417400
| Nome     | Designazione provvisoria | Data di scoperta  | Scopritore                    |
| -------- | ------------------------ | ----------------- | ----------------------------- |
| 417301 - | 2006 BM86                | 25 gennaio 2006   | Spacewatch                    |
| 417302 - | 2006 BV90                | 26 gennaio 2006   | LINEAR                        |
| 417303 - | 2006 BE97                | 26 gennaio 2006   | Mt. Lemmon Survey             |
| 417304 - | 2006 BS97                | 27 gennaio 2006   | Mt. Lemmon Survey             |
| 417305 - | 2006 BA103               | 23 gennaio 2006   | Mt. Lemmon Survey             |
| 417306 - | 2006 BT109               | 12 settembre 2001 | Buie, M. W.                   |
| 417307 - | 2006 BB111               | 25 gennaio 2006   | Spacewatch                    |
| 417308 - | 2006 BC113               | 25 gennaio 2006   | Spacewatch                    |
| 417309 - | 2006 BR120               | 21 gennaio 2006   | Spacewatch                    |
| 417310 - | 2006 BM133               | 26 gennaio 2006   | Spacewatch                    |
| 417311 - | 2006 BF146               | 29 gennaio 2006   | Altschwendt                   |
| 417312 - | 2006 BS146               | 23 gennaio 2006   | Spacewatch                    |
| 417313 - | 2006 BV153               | 25 gennaio 2006   | Spacewatch                    |
| 417314 - | 2006 BR154               | 25 gennaio 2006   | Spacewatch                    |
| 417315 - | 2006 BA163               | 26 gennaio 2006   | Mt. Lemmon Survey             |
| 417316 - | 2006 BX163               | 26 gennaio 2006   | Mt. Lemmon Survey             |
| 417317 - | 2006 BL168               | 26 gennaio 2006   | Spacewatch                    |
| 417318 - | 2006 BA169               | 26 gennaio 2006   | Mt. Lemmon Survey             |
| 417319 - | 2006 BT181               | 27 gennaio 2006   | Mt. Lemmon Survey             |
| 417320 - | 2006 BU228               | 23 gennaio 2006   | Spacewatch                    |
| 417321 - | 2006 BJ247               | 25 gennaio 1996   | Spacewatch                    |
| 417322 - | 2006 BU282               | 25 agosto 2003    | NEAT                          |
| 417323 - | 2006 BX283               | 25 gennaio 2006   | Spacewatch                    |
| 417324 - | 2006 CE14                | 23 gennaio 2006   | Mt. Lemmon Survey             |
| 417325 - | 2006 CJ22                | 1º febbraio 2006  | Spacewatch                    |
| 417326 - | 2006 CJ24                | 2 febbraio 2006   | Spacewatch                    |
| 417327 - | 2006 CZ29                | 2 febbraio 2006   | Spacewatch                    |
| 417328 - | 2006 CW46                | 7 gennaio 2006    | Mt. Lemmon Survey             |
| 417329 - | 2006 CH51                | 22 gennaio 2006   | Mt. Lemmon Survey             |
| 417330 - | 2006 DB3                 | 20 febbraio 2006  | Spacewatch                    |
| 417331 - | 2006 DO5                 | 31 gennaio 2006   | Spacewatch                    |
| 417332 - | 2006 DQ17                | 23 gennaio 2006   | Spacewatch                    |
| 417333 - | 2006 DY21                | 20 febbraio 2006  | Spacewatch                    |
| 417334 - | 2006 DX44                | 20 febbraio 2006  | Spacewatch                    |
| 417335 - | 2006 DQ59                | 24 febbraio 2006  | Mt. Lemmon Survey             |
| 417336 - | 2006 DZ69                | 20 febbraio 2006  | Spacewatch                    |
| 417337 - | 2006 DR79                | 24 febbraio 2006  | Spacewatch                    |
| 417338 - | 2006 DE88                | 24 febbraio 2006  | Spacewatch                    |
| 417339 - | 2006 DL96                | 24 febbraio 2006  | Spacewatch                    |
| 417340 - | 2006 DW108               | 25 febbraio 2006  | Spacewatch                    |
| 417341 - | 2006 DW112               | 27 febbraio 2006  | Mt. Lemmon Survey             |
| 417342 - | 2006 DR122               | 24 febbraio 2006  | LONEOS                        |
| 417343 - | 2006 DP133               | 25 febbraio 2006  | Spacewatch                    |
| 417344 - | 2006 DR144               | 25 febbraio 2006  | Mt. Lemmon Survey             |
| 417345 - | 2006 DE154               | 25 febbraio 2006  | Spacewatch                    |
| 417346 - | 2006 DJ157               | 27 febbraio 2006  | Spacewatch                    |
| 417347 - | 2006 DR182               | 27 febbraio 2006  | Mt. Lemmon Survey             |
| 417348 - | 2006 DD201               | 27 febbraio 2006  | CSS                           |
| 417349 - | 2006 EP18                | 2 marzo 2006      | Spacewatch                    |
| 417350 - | 2006 EY18                | 24 febbraio 2006  | Spacewatch                    |
| 417351 - | 2006 EM30                | 3 marzo 2006      | Spacewatch                    |
| 417352 - | 2006 EO35                | 3 marzo 2006      | Spacewatch                    |
| 417353 - | 2006 EF41                | 4 marzo 2006      | Spacewatch                    |
| 417354 - | 2006 EB57                | 2 febbraio 2006   | Spacewatch                    |
| 417355 - | 2006 EY67                | 25 gennaio 2006   | Spacewatch                    |
| 417356 - | 2006 FN13                | 23 marzo 2006     | Spacewatch                    |
| 417357 - | 2006 FD17                | 23 marzo 2006     | Mt. Lemmon Survey             |
| 417358 - | 2006 FQ21                | 24 marzo 2006     | Mt. Lemmon Survey             |
| 417359 - | 2006 FO28                | 24 marzo 2006     | Mt. Lemmon Survey             |
| 417360 - | 2006 FY28                | 24 marzo 2006     | Mt. Lemmon Survey             |
| 417361 - | 2006 FT32                | 25 marzo 2006     | Spacewatch                    |
| 417362 - | 2006 FZ43                | 3 marzo 2006      | CSS                           |
| 417363 - | 2006 FN53                | 24 marzo 2006     | Mt. Lemmon Survey             |
| 417364 - | 2006 FF55                | 23 marzo 2006     | Mt. Lemmon Survey             |
| 417365 - | 2006 GZ1                 | 27 aprile 2001    | Spacewatch                    |
| 417366 - | 2006 GK2                 | 5 aprile 2006     | Durig, D. T., Plunkett, C. E. |
| 417367 - | 2006 GD26                | 2 aprile 2006     | Spacewatch                    |
| 417368 - | 2006 GL27                | 2 aprile 2006     | Spacewatch                    |
| 417369 - | 2006 GD30                | 4 aprile 1995     | Spacewatch                    |
| 417370 - | 2006 GS35                | 7 aprile 2006     | CSS                           |
| 417371 - | 2006 GH39                | 8 aprile 2006     | LONEOS                        |
| 417372 - | 2006 GD47                | 9 aprile 2006     | Spacewatch                    |
| 417373 - | 2006 GJ55                | 9 aprile 2006     | Spacewatch                    |
| 417374 - | 2006 HL21                | 20 aprile 2006    | Spacewatch                    |
| 417375 - | 2006 HY23                | 20 aprile 2006    | Spacewatch                    |
| 417376 - | 2006 HJ29                | 21 aprile 2006    | Mt. Lemmon Survey             |
| 417377 - | 2006 HL32                | 19 aprile 2006    | NEAT                          |
| 417378 - | 2006 HB53                | 19 aprile 2006    | LONEOS                        |
| 417379 - | 2006 HS55                | 24 aprile 2006    | LONEOS                        |
| 417380 - | 2006 HM57                | 29 aprile 2006    | Young, J. W.                  |
| 417381 - | 2006 HR57                | 28 aprile 2006    | LINEAR                        |
| 417382 - | 2006 HY59                | 24 aprile 2006    | LONEOS                        |
| 417383 - | 2006 HZ67                | 24 aprile 2006    | Mt. Lemmon Survey             |
| 417384 - | 2006 HR68                | 24 aprile 2006    | Spacewatch                    |
| 417385 - | 2006 HR71                | 25 aprile 2006    | Spacewatch                    |
| 417386 - | 2006 HP75                | 25 aprile 2006    | Spacewatch                    |
| 417387 - | 2006 HK93                | 29 aprile 2006    | Spacewatch                    |
| 417388 - | 2006 HC94                | 29 aprile 2006    | Spacewatch                    |
| 417389 - | 2006 HU100               | 30 aprile 2006    | Spacewatch                    |
| 417390 - | 2006 HA108               | 30 aprile 2006    | Spacewatch                    |
| 417391 - | 2006 HB115               | 26 aprile 2006    | Spacewatch                    |
| 417392 - | 2006 HK115               | 26 aprile 2006    | Spacewatch                    |
| 417393 - | 2006 HW116               | 26 aprile 2006    | Spacewatch                    |
| 417394 - | 2006 HY118               | 30 aprile 2006    | Spacewatch                    |
| 417395 - | 2006 HL122               | 26 aprile 2006    | CSS                           |
| 417396 - | 2006 HM134               | 26 aprile 2006    | Buie, M. W.                   |
| 417397 - | 2006 HE149               | 27 aprile 2006    | Buie, M. W.                   |
| 417398 - | 2006 HC154               | 24 aprile 2006    | Spacewatch                    |
| 417399 - | 2006 HD154               | 26 aprile 2006    | Spacewatch                    |
| 417400 - | 2006 HG154               | 29 aprile 2006    | Spacewatch                    |

## 417401-417500
| Nome     | Designazione provvisoria | Data di scoperta  | Scopritore           |
| -------- | ------------------------ | ----------------- | -------------------- |
| 417401 - | 2006 JT3                 | 19 aprile 2006    | Mt. Lemmon Survey    |
| 417402 - | 2006 JO5                 | 24 aprile 2006    | Mt. Lemmon Survey    |
| 417403 - | 2006 JA10                | 1º maggio 2006    | Spacewatch           |
| 417404 - | 2006 JC12                | 1º maggio 2006    | Spacewatch           |
| 417405 - | 2006 JR14                | 1º maggio 2006    | Spacewatch           |
| 417406 - | 2006 JO21                | 24 novembre 2003  | Spacewatch           |
| 417407 - | 2006 JF30                | 3 maggio 2006     | Spacewatch           |
| 417408 - | 2006 JT31                | 21 aprile 2006    | Spacewatch           |
| 417409 - | 2006 JY34                | 4 maggio 2006     | Spacewatch           |
| 417410 - | 2006 JN35                | 4 maggio 2006     | Spacewatch           |
| 417411 - | 2006 JG39                | 6 maggio 2006     | Mt. Lemmon Survey    |
| 417412 - | 2006 JM40                | 7 maggio 2006     | Spacewatch           |
| 417413 - | 2006 JF48                | 30 aprile 2006    | Spacewatch           |
| 417414 - | 2006 JP53                | 6 maggio 2006     | Mt. Lemmon Survey    |
| 417415 - | 2006 JD54                | 7 maggio 2006     | Mt. Lemmon Survey    |
| 417416 - | 2006 KV4                 | 19 maggio 2006    | Mt. Lemmon Survey    |
| 417417 - | 2006 KM11                | 19 maggio 2006    | NEAT                 |
| 417418 - | 2006 KX18                | 21 maggio 2006    | Spacewatch           |
| 417419 - | 2006 KL21                | 23 maggio 2006    | CSS                  |
| 417420 - | 2006 KK36                | 21 maggio 2006    | Spacewatch           |
| 417421 - | 2006 KF37                | 22 maggio 2006    | Spacewatch           |
| 417422 - | 2006 KZ42                | 20 maggio 2006    | Mt. Lemmon Survey    |
| 417423 - | 2006 KJ43                | 12 aprile 2000    | Spacewatch           |
| 417424 - | 2006 KC47                | 21 maggio 2006    | Mt. Lemmon Survey    |
| 417425 - | 2006 KQ49                | 21 maggio 2006    | Spacewatch           |
| 417426 - | 2006 KS50                | 21 maggio 2006    | Spacewatch           |
| 417427 - | 2006 KD53                | 21 maggio 2006    | Spacewatch           |
| 417428 - | 2006 KY59                | 22 maggio 2006    | Spacewatch           |
| 417429 - | 2006 KG60                | 22 maggio 2006    | Spacewatch           |
| 417430 - | 2006 KK68                | 20 maggio 2006    | Mt. Lemmon Survey    |
| 417431 - | 2006 KW70                | 22 maggio 2006    | Spacewatch           |
| 417432 - | 2006 KL71                | 22 maggio 2006    | Spacewatch           |
| 417433 - | 2006 KM73                | 23 maggio 2006    | Spacewatch           |
| 417434 - | 2006 KP73                | 23 maggio 2006    | Spacewatch           |
| 417435 - | 2006 KQ75                | 24 maggio 2006    | Spacewatch           |
| 417436 - | 2006 KE80                | 25 maggio 2006    | Mt. Lemmon Survey    |
| 417437 - | 2006 KD81                | 25 maggio 2006    | Mt. Lemmon Survey    |
| 417438 - | 2006 KE85                | 18 maggio 2006    | NEAT                 |
| 417439 - | 2006 KS91                | 25 maggio 2006    | Spacewatch           |
| 417440 - | 2006 KJ95                | 25 maggio 2006    | Mt. Lemmon Survey    |
| 417441 - | 2006 KG100               | 24 maggio 2006    | Broughton, J.        |
| 417442 - | 2006 KU101               | 27 maggio 2006    | Spacewatch           |
| 417443 - | 2006 KX119               | 31 maggio 2006    | Spacewatch           |
| 417444 - | 2006 OE2                 | 20 luglio 2006    | Siding Spring Survey |
| 417445 - | 2006 OE11                | 20 luglio 2006    | NEAT                 |
| 417446 - | 2006 OZ11                | 21 luglio 2006    | CSS                  |
| 417447 - | 2006 PQ5                 | 12 agosto 2006    | NEAT                 |
| 417448 - | 2006 PM6                 | 12 agosto 2006    | NEAT                 |
| 417449 - | 2006 PR18                | 13 agosto 2006    | NEAT                 |
| 417450 - | 2006 PM25                | 2 febbraio 2005   | Spacewatch           |
| 417451 - | 2006 PP43                | 7 agosto 2006     | Siding Spring Survey |
| 417452 - | 2006 QE13                | 16 agosto 2006    | Siding Spring Survey |
| 417453 - | 2006 QJ14                | 17 agosto 2006    | NEAT                 |
| 417454 - | 2006 QL14                | 17 agosto 2006    | NEAT                 |
| 417455 - | 2006 QX15                | 17 agosto 2006    | NEAT                 |
| 417456 - | 2006 QT32                | 22 agosto 2006    | NEAT                 |
| 417457 - | 2006 QX34                | 17 agosto 2006    | NEAT                 |
| 417458 - | 2006 QN35                | 17 agosto 2006    | NEAT                 |
| 417459 - | 2006 QT50                | 22 agosto 2006    | NEAT                 |
| 417460 - | 2006 QB51                | 23 agosto 2006    | LINEAR               |
| 417461 - | 2006 QX54                | 19 agosto 2006    | NEAT                 |
| 417462 - | 2006 QH55                | 20 agosto 2006    | NEAT                 |
| 417463 - | 2006 QD59                | 19 agosto 2006    | LONEOS               |
| 417464 - | 2006 QY64                | 27 agosto 2006    | Spacewatch           |
| 417465 - | 2006 QW76                | 21 agosto 2006    | Spacewatch           |
| 417466 - | 2006 QC92                | 16 agosto 2006    | NEAT                 |
| 417467 - | 2006 QN99                | 23 agosto 2006    | NEAT                 |
| 417468 - | 2006 QT106               | 28 agosto 2006    | CSS                  |
| 417469 - | 2006 QU128               | 17 agosto 2006    | NEAT                 |
| 417470 - | 2006 QK146               | 18 agosto 2006    | Spacewatch           |
| 417471 - | 2006 QJ183               | 28 agosto 2006    | Spacewatch           |
| 417472 - | 2006 RZ7                 | 12 settembre 2006 | CSS                  |
| 417473 - | 2006 RD21                | 15 settembre 2006 | Spacewatch           |
| 417474 - | 2006 RR22                | 15 settembre 2006 | Eskridge             |
| 417475 - | 2006 RF30                | 15 settembre 2006 | Spacewatch           |
| 417476 - | 2006 RD37                | 27 agosto 2006    | Spacewatch           |
| 417477 - | 2006 RH38                | 13 settembre 2006 | NEAT                 |
| 417478 - | 2006 RV38                | 14 settembre 2006 | CSS                  |
| 417479 - | 2006 RC40                | 12 settembre 2006 | CSS                  |
| 417480 - | 2006 RK41                | 14 settembre 2006 | NEAT                 |
| 417481 - | 2006 RP53                | 14 settembre 2006 | Spacewatch           |
| 417482 - | 2006 RQ55                | 14 settembre 2006 | Spacewatch           |
| 417483 - | 2006 RW59                | 15 settembre 2006 | Spacewatch           |
| 417484 - | 2006 RR64                | 14 settembre 2006 | Spacewatch           |
| 417485 - | 2006 RN69                | 15 settembre 2006 | Spacewatch           |
| 417486 - | 2006 RJ72                | 15 settembre 2006 | Spacewatch           |
| 417487 - | 2006 RV75                | 15 settembre 2006 | Spacewatch           |
| 417488 - | 2006 RA84                | 15 settembre 2006 | Spacewatch           |
| 417489 - | 2006 RW85                | 15 settembre 2006 | Spacewatch           |
| 417490 - | 2006 RL90                | 15 settembre 2006 | Spacewatch           |
| 417491 - | 2006 SH1                 | 21 agosto 2006    | Spacewatch           |
| 417492 - | 2006 SX5                 | 7 marzo 2005      | LINEAR               |
| 417493 - | 2006 SP6                 | 16 settembre 2006 | NEAT                 |
| 417494 - | 2006 SX33                | 17 settembre 2006 | CSS                  |
| 417495 - | 2006 SK51                | 17 settembre 2006 | LONEOS               |
| 417496 - | 2006 SD64                | 19 settembre 2006 | Siding Spring Survey |
| 417497 - | 2006 SW66                | 19 settembre 2006 | Spacewatch           |
| 417498 - | 2006 SE71                | 19 settembre 2006 | Spacewatch           |
| 417499 - | 2006 SS75                | 19 settembre 2006 | Spacewatch           |
| 417500 - | 2006 SX112               | 15 settembre 2006 | Spacewatch           |

## 417501-417600
| Nome     | Designazione provvisoria | Data di scoperta  | Scopritore           |
| -------- | ------------------------ | ----------------- | -------------------- |
| 417501 - | 2006 SN117               | 24 settembre 2006 | Spacewatch           |
| 417502 - | 2006 SC119               | 18 settembre 2006 | LONEOS               |
| 417503 - | 2006 SV127               | 17 settembre 2006 | CSS                  |
| 417504 - | 2006 SH185               | 25 settembre 2006 | Spacewatch           |
| 417505 - | 2006 SX211               | 26 settembre 2006 | Mt. Lemmon Survey    |
| 417506 - | 2006 SY221               | 16 settembre 2006 | Spacewatch           |
| 417507 - | 2006 SD223               | 25 settembre 2006 | Mt. Lemmon Survey    |
| 417508 - | 2006 SV227               | 26 settembre 2006 | Spacewatch           |
| 417509 - | 2006 SH259               | 26 settembre 2006 | Spacewatch           |
| 417510 - | 2006 SD263               | 26 settembre 2006 | Mt. Lemmon Survey    |
| 417511 - | 2006 SL267               | 26 settembre 2006 | Spacewatch           |
| 417512 - | 2006 SU271               | 27 settembre 2006 | Mt. Lemmon Survey    |
| 417513 - | 2006 SZ282               | 26 settembre 2006 | LINEAR               |
| 417514 - | 2006 SW284               | 29 settembre 2006 | LONEOS               |
| 417515 - | 2006 SP289               | 19 settembre 2006 | CSS                  |
| 417516 - | 2006 SU291               | 19 settembre 2006 | Siding Spring Survey |
| 417517 - | 2006 SP312               | 27 settembre 2006 | Mt. Lemmon Survey    |
| 417518 - | 2006 SQ329               | 27 settembre 2006 | Spacewatch           |
| 417519 - | 2006 SJ334               | 28 settembre 2006 | Spacewatch           |
| 417520 - | 2006 SL369               | 18 settembre 2006 | Spacewatch           |
| 417521 - | 2006 SY393               | 30 settembre 2006 | Mt. Lemmon Survey    |
| 417522 - | 2006 SY404               | 28 settembre 2006 | Mt. Lemmon Survey    |
| 417523 - | 2006 SA411               | 25 settembre 2006 | Mt. Lemmon Survey    |
| 417524 - | 2006 TQ17                | 2 ottobre 2006    | Mt. Lemmon Survey    |
| 417525 - | 2006 TE27                | 12 ottobre 2006   | Spacewatch           |
| 417526 - | 2006 TZ30                | 12 ottobre 2006   | Spacewatch           |
| 417527 - | 2006 TD31                | 25 settembre 2006 | Mt. Lemmon Survey    |
| 417528 - | 2006 TP39                | 12 ottobre 2006   | Spacewatch           |
| 417529 - | 2006 TE45                | 12 ottobre 2006   | Spacewatch           |
| 417530 - | 2006 TP46                | 30 settembre 2006 | Mt. Lemmon Survey    |
| 417531 - | 2006 TR50                | 12 ottobre 2006   | Spacewatch           |
| 417532 - | 2006 TG51                | 28 settembre 2006 | Mt. Lemmon Survey    |
| 417533 - | 2006 TG76                | 11 ottobre 2006   | NEAT                 |
| 417534 - | 2006 TC82                | 13 ottobre 2006   | Spacewatch           |
| 417535 - | 2006 TN89                | 13 ottobre 2006   | Spacewatch           |
| 417536 - | 2006 TZ99                | 15 ottobre 2006   | Spacewatch           |
| 417537 - | 2006 TS102               | 15 ottobre 2006   | Spacewatch           |
| 417538 - | 2006 TQ120               | 12 ottobre 2006   | Becker, A. C.        |
| 417539 - | 2006 TH125               | 12 ottobre 2006   | Spacewatch           |
| 417540 - | 2006 TE126               | 2 ottobre 2006    | Mt. Lemmon Survey    |
| 417541 - | 2006 TG127               | 4 ottobre 2006    | Mt. Lemmon Survey    |
| 417542 - | 2006 UA8                 | 16 ottobre 2006   | CSS                  |
| 417543 - | 2006 UF28                | 16 ottobre 2006   | Spacewatch           |
| 417544 - | 2006 UM33                | 27 settembre 2006 | Mt. Lemmon Survey    |
| 417545 - | 2006 UK35                | 16 ottobre 2006   | CSS                  |
| 417546 - | 2006 UQ35                | 15 luglio 2005    | Mt. Lemmon Survey    |
| 417547 - | 2006 UR35                | 30 settembre 2006 | Mt. Lemmon Survey    |
| 417548 - | 2006 UW44                | 28 settembre 2006 | Mt. Lemmon Survey    |
| 417549 - | 2006 UZ48                | 17 ottobre 2006   | Spacewatch           |
| 417550 - | 2006 UM55                | 28 settembre 2006 | Mt. Lemmon Survey    |
| 417551 - | 2006 UF60                | 19 ottobre 2006   | Mt. Lemmon Survey    |
| 417552 - | 2006 UL78                | 17 ottobre 2006   | Spacewatch           |
| 417553 - | 2006 UO80                | 25 settembre 2006 | Mt. Lemmon Survey    |
| 417554 - | 2006 US82                | 17 ottobre 2006   | Spacewatch           |
| 417555 - | 2006 UK87                | 27 settembre 2006 | Mt. Lemmon Survey    |
| 417556 - | 2006 UP90                | 17 ottobre 2006   | Spacewatch           |
| 417557 - | 2006 UT96                | 2 ottobre 2006    | Mt. Lemmon Survey    |
| 417558 - | 2006 UF101               | 3 ottobre 2006    | Mt. Lemmon Survey    |
| 417559 - | 2006 UL112               | 16 settembre 2006 | Spacewatch           |
| 417560 - | 2006 UU118               | 19 ottobre 2006   | Spacewatch           |
| 417561 - | 2006 UN132               | 19 ottobre 2006   | Spacewatch           |
| 417562 - | 2006 UJ142               | 19 ottobre 2006   | Spacewatch           |
| 417563 - | 2006 UH143               | 19 ottobre 2006   | NEAT                 |
| 417564 - | 2006 UO156               | 21 ottobre 2006   | Mt. Lemmon Survey    |
| 417565 - | 2006 UJ174               | 19 ottobre 2006   | Mt. Lemmon Survey    |
| 417566 - | 2006 UK185               | 28 ottobre 2006   | CSS                  |
| 417567 - | 2006 UT196               | 20 ottobre 2006   | Spacewatch           |
| 417568 - | 2006 UB199               | 20 ottobre 2006   | Spacewatch           |
| 417569 - | 2006 UR212               | 23 ottobre 2006   | Spacewatch           |
| 417570 - | 2006 UA213               | 23 ottobre 2006   | Spacewatch           |
| 417571 - | 2006 UX214               | 17 ottobre 2006   | Andrushivka          |
| 417572 - | 2006 UY231               | 21 ottobre 2006   | Spacewatch           |
| 417573 - | 2006 UA234               | 22 ottobre 2006   | Spacewatch           |
| 417574 - | 2006 UA254               | 27 ottobre 2006   | Mt. Lemmon Survey    |
| 417575 - | 2006 UC269               | 27 ottobre 2006   | Mt. Lemmon Survey    |
| 417576 - | 2006 UK272               | 27 ottobre 2006   | Mt. Lemmon Survey    |
| 417577 - | 2006 UT273               | 27 ottobre 2006   | Spacewatch           |
| 417578 - | 2006 UC291               | 21 ottobre 2006   | CSS                  |
| 417579 - | 2006 UN326               | 21 ottobre 2006   | CSS                  |
| 417580 - | 2006 UR338               | 31 ottobre 2006   | Mt. Lemmon Survey    |
| 417581 - | 2006 VA3                 | 11 novembre 2006  | Mt. Lemmon Survey    |
| 417582 - | 2006 VX3                 | 9 novembre 2006   | Spacewatch           |
| 417583 - | 2006 VC7                 | 10 novembre 2006  | Spacewatch           |
| 417584 - | 2006 VV9                 | 11 novembre 2006  | Mt. Lemmon Survey    |
| 417585 - | 2006 VO16                | 9 novembre 2006   | Spacewatch           |
| 417586 - | 2006 VN30                | 10 novembre 2006  | Spacewatch           |
| 417587 - | 2006 VF45                | 9 novembre 2006   | Ries, W.             |
| 417588 - | 2006 VH50                | 10 novembre 2006  | Spacewatch           |
| 417589 - | 2006 VQ55                | 11 novembre 2006  | Spacewatch           |
| 417590 - | 2006 VZ61                | 4 ottobre 2006    | Mt. Lemmon Survey    |
| 417591 - | 2006 VE64                | 11 novembre 2006  | Spacewatch           |
| 417592 - | 2006 VL69                | 11 novembre 2006  | Spacewatch           |
| 417593 - | 2006 VB85                | 13 novembre 2006  | Spacewatch           |
| 417594 - | 2006 VF87                | 14 novembre 2006  | CSS                  |
| 417595 - | 2006 VS94                | 23 ottobre 2006   | Mt. Lemmon Survey    |
| 417596 - | 2006 VO104               | 13 novembre 2006  | CSS                  |
| 417597 - | 2006 VJ108               | 13 novembre 2006  | Spacewatch           |
| 417598 - | 2006 VM117               | 14 novembre 2006  | Spacewatch           |
| 417599 - | 2006 VA125               | 1º novembre 2006  | Mt. Lemmon Survey    |
| 417600 - | 2006 VM125               | 1º novembre 2006  | Mt. Lemmon Survey    |

## 417601-417700
| Nome     | Designazione provvisoria | Data di scoperta | Scopritore                        |
| -------- | ------------------------ | ---------------- | --------------------------------- |
| 417601 - | 2006 VR126               | 15 novembre 2006 | Spacewatch                        |
| 417602 - | 2006 VQ128               | 15 novembre 2006 | Spacewatch                        |
| 417603 - | 2006 VM132               | 11 novembre 2006 | Mt. Lemmon Survey                 |
| 417604 - | 2006 VR138               | 15 novembre 2006 | Spacewatch                        |
| 417605 - | 2006 VH140               | 15 novembre 2006 | Spacewatch                        |
| 417606 - | 2006 VE148               | 15 novembre 2006 | Mt. Lemmon Survey                 |
| 417607 - | 2006 WG                  | 17 novembre 2006 | CSS                               |
| 417608 - | 2006 WS2                 | 20 novembre 2006 | Yeung, W. K. Y.                   |
| 417609 - | 2006 WD21                | 17 novembre 2006 | Mt. Lemmon Survey                 |
| 417610 - | 2006 WK21                | 17 novembre 2006 | Mt. Lemmon Survey                 |
| 417611 - | 2006 WY24                | 17 novembre 2006 | Mt. Lemmon Survey                 |
| 417612 - | 2006 WQ29                | 22 novembre 2006 | Mt. Lemmon Survey                 |
| 417613 - | 2006 WY35                | 16 novembre 2006 | Spacewatch                        |
| 417614 - | 2006 WP50                | 16 novembre 2006 | Mt. Lemmon Survey                 |
| 417615 - | 2006 WQ51                | 16 novembre 2006 | Spacewatch                        |
| 417616 - | 2006 WB83                | 18 novembre 2006 | LINEAR                            |
| 417617 - | 2006 WA88                | 23 ottobre 2006  | Mt. Lemmon Survey                 |
| 417618 - | 2006 WR93                | 22 ottobre 2006  | Mt. Lemmon Survey                 |
| 417619 - | 2006 WE127               | 23 ottobre 2006  | Mt. Lemmon Survey                 |
| 417620 - | 2006 WB131               | 19 novembre 2006 | CSS                               |
| 417621 - | 2006 WQ137               | 28 ottobre 2006  | Mt. Lemmon Survey                 |
| 417622 - | 2006 WO142               | 20 novembre 2006 | Spacewatch                        |
| 417623 - | 2006 WW143               | 20 novembre 2006 | Spacewatch                        |
| 417624 - | 2006 WP150               | 20 novembre 2006 | Spacewatch                        |
| 417625 - | 2006 WU151               | 13 novembre 2006 | Mt. Lemmon Survey                 |
| 417626 - | 2006 WD164               | 11 novembre 2006 | Spacewatch                        |
| 417627 - | 2006 WH170               | 23 novembre 2006 | Spacewatch                        |
| 417628 - | 2006 WW171               | 11 novembre 2006 | Mt. Lemmon Survey                 |
| 417629 - | 2006 WF181               | 24 novembre 2006 | Mt. Lemmon Survey                 |
| 417630 - | 2006 WB183               | 24 novembre 2006 | Spacewatch                        |
| 417631 - | 2006 WX183               | 25 novembre 2006 | Mt. Lemmon Survey                 |
| 417632 - | 2006 WU184               | 27 novembre 2006 | Mt. Lemmon Survey                 |
| 417633 - | 2006 WZ189               | 25 novembre 2006 | CSS                               |
| 417634 - | 2006 XG1                 | 11 dicembre 2006 | CSS                               |
| 417635 - | 2006 XE8                 | 9 dicembre 2006  | Spacewatch                        |
| 417636 - | 2006 XM10                | 9 dicembre 2006  | Spacewatch                        |
| 417637 - | 2006 XM16                | 25 novembre 2006 | Mt. Lemmon Survey                 |
| 417638 - | 2006 XT30                | 13 dicembre 2006 | Spacewatch                        |
| 417639 - | 2006 XA37                | 11 dicembre 2006 | Spacewatch                        |
| 417640 - | 2006 XN43                | 12 dicembre 2006 | Mt. Lemmon Survey                 |
| 417641 - | 2006 XW45                | 6 dicembre 2002  | LINEAR                            |
| 417642 - | 2006 XX53                | 11 dicembre 2006 | Spacewatch                        |
| 417643 - | 2006 XL56                | 28 ottobre 2006  | Mt. Lemmon Survey                 |
| 417644 - | 2006 XR56                | 22 novembre 2006 | CSS                               |
| 417645 - | 2006 XY57                | 14 dicembre 2006 | Mt. Lemmon Survey                 |
| 417646 - | 2006 XS66                | 14 dicembre 2006 | NEAT                              |
| 417647 - | 2006 XF67                | 14 dicembre 2006 | NEAT                              |
| 417648 - | 2006 XD70                | 13 dicembre 2006 | Mt. Lemmon Survey                 |
| 417649 - | 2006 XV70                | 13 dicembre 2006 | Mt. Lemmon Survey                 |
| 417650 - | 2006 XK71                | 15 dicembre 2006 | Spacewatch                        |
| 417651 - | 2006 XT71                | 1º dicembre 2006 | Spacewatch                        |
| 417652 - | 2006 XV72                | 20 novembre 2006 | CSS                               |
| 417653 - | 2006 YY7                 | 20 dicembre 2006 | NEAT                              |
| 417654 - | 2006 YW12                | 21 novembre 2006 | Mt. Lemmon Survey                 |
| 417655 - | 2006 YF13                | 26 dicembre 2006 | Siding Spring Survey              |
| 417656 - | 2006 YL16                | 21 dicembre 2006 | LONEOS                            |
| 417657 - | 2006 YJ19                | 22 ottobre 2006  | Mt. Lemmon Survey                 |
| 417658 - | 2006 YR20                | 21 dicembre 2006 | Spacewatch                        |
| 417659 - | 2006 YN21                | 21 dicembre 2006 | Spacewatch                        |
| 417660 - | 2006 YY25                | 10 dicembre 2006 | Spacewatch                        |
| 417661 - | 2006 YR30                | 21 dicembre 2006 | Spacewatch                        |
| 417662 - | 2006 YF31                | 21 dicembre 2006 | Spacewatch                        |
| 417663 - | 2006 YJ36                | 21 novembre 2006 | Mt. Lemmon Survey                 |
| 417664 - | 2006 YT37                | 21 dicembre 2006 | Spacewatch                        |
| 417665 - | 2006 YZ43                | 25 dicembre 2006 | CSS                               |
| 417666 - | 2006 YA53                | 27 dicembre 2006 | Mt. Lemmon Survey                 |
| 417667 - | 2007 AJ                  | 8 gennaio 2007   | CSS                               |
| 417668 - | 2007 AQ                  | 21 dicembre 2006 | Mt. Lemmon Survey                 |
| 417669 - | 2007 AH2                 | 8 gennaio 2007   | Spacewatch                        |
| 417670 - | 2007 AV4                 | 8 gennaio 2007   | Mt. Lemmon Survey                 |
| 417671 - | 2007 AQ6                 | 8 gennaio 2007   | Spacewatch                        |
| 417672 - | 2007 AJ7                 | 9 gennaio 2007   | Mt. Lemmon Survey                 |
| 417673 - | 2007 AV10                | 27 novembre 2006 | Mt. Lemmon Survey                 |
| 417674 - | 2007 AO13                | 9 gennaio 2007   | Mt. Lemmon Survey                 |
| 417675 - | 2007 AD14                | 14 dicembre 2006 | Mt. Lemmon Survey                 |
| 417676 - | 2007 AC17                | 13 dicembre 2006 | Spacewatch                        |
| 417677 - | 2007 AJ20                | 10 gennaio 2007  | Spacewatch                        |
| 417678 - | 2007 AO20                | 25 dicembre 2006 | CSS                               |
| 417679 - | 2007 AN21                | 15 gennaio 2007  | CSS                               |
| 417680 - | 2007 AO28                | 9 gennaio 2007   | Mt. Lemmon Survey                 |
| 417681 - | 2007 AZ28                | 10 gennaio 2007  | Spacewatch                        |
| 417682 - | 2007 AX30                | 9 gennaio 2007   | Mt. Lemmon Survey                 |
| 417683 - | 2007 AH31                | 10 gennaio 2007  | Astronomical Research Observatory |
| 417684 - | 2007 BN4                 | 16 gennaio 2007  | CSS                               |
| 417685 - | 2007 BK5                 | 24 dicembre 2006 | CSS                               |
| 417686 - | 2007 BV8                 | 17 gennaio 2007  | Spacewatch                        |
| 417687 - | 2007 BM14                | 17 gennaio 2007  | Spacewatch                        |
| 417688 - | 2007 BY24                | 21 novembre 2006 | Mt. Lemmon Survey                 |
| 417689 - | 2007 BQ34                | 20 novembre 2006 | Mt. Lemmon Survey                 |
| 417690 - | 2007 BG42                | 16 gennaio 2007  | LINEAR                            |
| 417691 - | 2007 BM47                | 26 gennaio 2007  | Spacewatch                        |
| 417692 - | 2007 BM51                | 10 gennaio 2007  | Spacewatch                        |
| 417693 - | 2007 BF52                | 24 gennaio 2007  | Spacewatch                        |
| 417694 - | 2007 BA55                | 27 novembre 2006 | Mt. Lemmon Survey                 |
| 417695 - | 2007 BF55                | 1º novembre 2006 | Mt. Lemmon Survey                 |
| 417696 - | 2007 BE56                | 4 giugno 2005    | CSS                               |
| 417697 - | 2007 BZ57                | 24 gennaio 2007  | LINEAR                            |
| 417698 - | 2007 BD58                | 24 gennaio 2007  | CSS                               |
| 417699 - | 2007 BZ59                | 26 gennaio 2007  | LONEOS                            |
| 417700 - | 2007 BU63                | 27 gennaio 2007  | Mt. Lemmon Survey                 |

## 417701-417800
| Nome     | Designazione provvisoria | Data di scoperta | Scopritore        |
| -------- | ------------------------ | ---------------- | ----------------- |
| 417701 - | 2007 BU64                | 27 gennaio 2007  | Mt. Lemmon Survey |
| 417702 - | 2007 BZ67                | 27 gennaio 2007  | Spacewatch        |
| 417703 - | 2007 BL68                | 25 novembre 2006 | Mt. Lemmon Survey |
| 417704 - | 2007 BK71                | 28 gennaio 2007  | Mt. Lemmon Survey |
| 417705 - | 2007 BU74                | 27 gennaio 2007  | Mt. Lemmon Survey |
| 417706 - | 2007 BB78                | 27 gennaio 2007  | Spacewatch        |
| 417707 - | 2007 BT78                | 27 gennaio 2007  | Mt. Lemmon Survey |
| 417708 - | 2007 BQ90                | 19 gennaio 2007  | Mauna Kea         |
| 417709 - | 2007 BG95                | 14 dicembre 2006 | Mt. Lemmon Survey |
| 417710 - | 2007 CP9                 | 6 febbraio 2007  | NEAT              |
| 417711 - | 2007 CY9                 | 21 dicembre 2006 | Mt. Lemmon Survey |
| 417712 - | 2007 CJ10                | 28 novembre 2006 | Mt. Lemmon Survey |
| 417713 - | 2007 CK10                | 6 febbraio 2007  | Mt. Lemmon Survey |
| 417714 - | 2007 CT11                | 22 novembre 2006 | Mt. Lemmon Survey |
| 417715 - | 2007 CJ14                | 7 febbraio 2007  | Spacewatch        |
| 417716 - | 2007 CM15                | 17 gennaio 2007  | CSS               |
| 417717 - | 2007 CZ15                | 6 febbraio 2007  | NEAT              |
| 417718 - | 2007 CL21                | 6 febbraio 2007  | NEAT              |
| 417719 - | 2007 CQ21                | 21 novembre 2006 | Mt. Lemmon Survey |
| 417720 - | 2007 CY21                | 22 novembre 2006 | Mt. Lemmon Survey |
| 417721 - | 2007 CP22                | 6 febbraio 2007  | Mt. Lemmon Survey |
| 417722 - | 2007 CV23                | 7 febbraio 2007  | NEAT              |
| 417723 - | 2007 CR25                | 24 dicembre 2006 | Spacewatch        |
| 417724 - | 2007 CD29                | 22 novembre 2006 | Mt. Lemmon Survey |
| 417725 - | 2007 CQ32                | 10 gennaio 2007  | Mt. Lemmon Survey |
| 417726 - | 2007 CJ37                | 6 febbraio 2007  | Mt. Lemmon Survey |
| 417727 - | 2007 CP38                | 27 gennaio 2007  | Spacewatch        |
| 417728 - | 2007 CS41                | 23 dicembre 2006 | Mt. Lemmon Survey |
| 417729 - | 2007 CY41                | 27 dicembre 2006 | Mt. Lemmon Survey |
| 417730 - | 2007 CS42                | 7 febbraio 2007  | Mt. Lemmon Survey |
| 417731 - | 2007 CW43                | 25 agosto 2001   | Spacewatch        |
| 417732 - | 2007 CX43                | 8 febbraio 2007  | Spacewatch        |
| 417733 - | 2007 CO48                | 10 febbraio 2007 | Mt. Lemmon Survey |
| 417734 - | 2007 CR52                | 17 gennaio 2007  | CSS               |
| 417735 - | 2007 CN53                | 15 febbraio 2007 | CSS               |
| 417736 - | 2007 CP55                | 13 febbraio 2007 | Mt. Lemmon Survey |
| 417737 - | 2007 CM59                | 10 febbraio 2007 | CSS               |
| 417738 - | 2007 CQ61                | 15 febbraio 2007 | NEAT              |
| 417739 - | 2007 CZ65                | 26 ottobre 2005  | Spacewatch        |
| 417740 - | 2007 CS75                | 14 febbraio 2007 | Mauna Kea         |
| 417741 - | 2007 CM79                | 1º ottobre 2005  | Spacewatch        |
| 417742 - | 2007 DG                  | 16 febbraio 2007 | Lowe, A.          |
| 417743 - | 2007 DZ3                 | 16 febbraio 2007 | Mt. Lemmon Survey |
| 417744 - | 2007 DH5                 | 17 febbraio 2007 | Spacewatch        |
| 417745 - | 2007 DL9                 | 20 dicembre 2006 | Mt. Lemmon Survey |
| 417746 - | 2007 DA13                | 27 ottobre 2006  | Mt. Lemmon Survey |
| 417747 - | 2007 DX15                | 17 febbraio 2007 | Spacewatch        |
| 417748 - | 2007 DC16                | 17 febbraio 2007 | Spacewatch        |
| 417749 - | 2007 DG19                | 17 febbraio 2007 | Spacewatch        |
| 417750 - | 2007 DP20                | 28 gennaio 2007  | Mt. Lemmon Survey |
| 417751 - | 2007 DE40                | 19 febbraio 2007 | Spacewatch        |
| 417752 - | 2007 DP40                | 19 febbraio 2007 | Mt. Lemmon Survey |
| 417753 - | 2007 DH44                | 17 febbraio 2007 | Mt. Lemmon Survey |
| 417754 - | 2007 DV45                | 25 gennaio 2007  | Spacewatch        |
| 417755 - | 2007 DR46                | 13 dicembre 2006 | Spacewatch        |
| 417756 - | 2007 DO47                | 21 febbraio 2007 | Mt. Lemmon Survey |
| 417757 - | 2007 DR49                | 16 febbraio 2007 | CSS               |
| 417758 - | 2007 DK50                | 6 febbraio 2007  | Spacewatch        |
| 417759 - | 2007 DZ50                | 28 gennaio 2007  | Mt. Lemmon Survey |
| 417760 - | 2007 DP56                | 21 febbraio 2007 | Mt. Lemmon Survey |
| 417761 - | 2007 DR59                | 22 febbraio 2007 | LONEOS            |
| 417762 - | 2007 DR66                | 21 febbraio 2007 | Spacewatch        |
| 417763 - | 2007 DF69                | 21 febbraio 2007 | Spacewatch        |
| 417764 - | 2007 DK84                | 25 febbraio 2007 | Mt. Lemmon Survey |
| 417765 - | 2007 DK92                | 23 febbraio 2007 | Spacewatch        |
| 417766 - | 2007 DS92                | 23 febbraio 2007 | Spacewatch        |
| 417767 - | 2007 DX96                | 23 febbraio 2007 | Spacewatch        |
| 417768 - | 2007 DF101               | 26 febbraio 2007 | Mt. Lemmon Survey |
| 417769 - | 2007 DF110               | 16 febbraio 2007 | CSS               |
| 417770 - | 2007 DN112               | 25 febbraio 2007 | Spacewatch        |
| 417771 - | 2007 DG113               | 19 febbraio 2007 | CSS               |
| 417772 - | 2007 DV113               | 23 febbraio 2007 | Mt. Lemmon Survey |
| 417773 - | 2007 DZ115               | 25 febbraio 2007 | Mt. Lemmon Survey |
| 417774 - | 2007 EY4                 | 10 marzo 2003    | CINEOS            |
| 417775 - | 2007 ED5                 | 9 marzo 2007     | Mt. Lemmon Survey |
| 417776 - | 2007 ED13                | 9 marzo 2007     | Mt. Lemmon Survey |
| 417777 - | 2007 ES13                | 9 marzo 2007     | NEAT              |
| 417778 - | 2007 EE21                | 25 febbraio 2007 | Mt. Lemmon Survey |
| 417779 - | 2007 ET23                | 10 marzo 2007    | Mt. Lemmon Survey |
| 417780 - | 2007 EX32                | 10 marzo 2007    | Spacewatch        |
| 417781 - | 2007 EA33                | 10 marzo 2007    | Mt. Lemmon Survey |
| 417782 - | 2007 EM35                | 11 marzo 2007    | Spacewatch        |
| 417783 - | 2007 EL41                | 23 marzo 2003    | Spacewatch        |
| 417784 - | 2007 EW41                | 9 marzo 2007     | Mt. Lemmon Survey |
| 417785 - | 2007 EZ57                | 9 marzo 2007     | Mt. Lemmon Survey |
| 417786 - | 2007 EP72                | 10 marzo 2007    | Spacewatch        |
| 417787 - | 2007 EK77                | 10 marzo 2007    | Mt. Lemmon Survey |
| 417788 - | 2007 EV78                | 26 febbraio 2007 | Mt. Lemmon Survey |
| 417789 - | 2007 EM79                | 10 marzo 2007    | Spacewatch        |
| 417790 - | 2007 EK87                | 13 marzo 2007    | Spacewatch        |
| 417791 - | 2007 ED88                | 9 marzo 2007     | Mt. Lemmon Survey |
| 417792 - | 2007 ED95                | 10 marzo 2007    | Mt. Lemmon Survey |
| 417793 - | 2007 EA109               | 11 marzo 2007    | Spacewatch        |
| 417794 - | 2007 EL119               | 13 marzo 2007    | Mt. Lemmon Survey |
| 417795 - | 2007 ES120               | 14 marzo 2007    | LONEOS            |
| 417796 - | 2007 EJ121               | 27 dicembre 2006 | Mt. Lemmon Survey |
| 417797 - | 2007 ER131               | 9 marzo 2007     | Mt. Lemmon Survey |
| 417798 - | 2007 EX133               | 9 marzo 2007     | Mt. Lemmon Survey |
| 417799 - | 2007 EU134               | 15 dicembre 2006 | Mt. Lemmon Survey |
| 417800 - | 2007 EC146               | 23 dicembre 2006 | Mt. Lemmon Survey |

## 417801-417900
| Nome     | Designazione provvisoria | Data di scoperta  | Scopritore             |
| -------- | ------------------------ | ----------------- | ---------------------- |
| 417801 - | 2007 EV146               | 12 marzo 2007     | Mt. Lemmon Survey      |
| 417802 - | 2007 EF152               | 12 marzo 2007     | Spacewatch             |
| 417803 - | 2007 EQ166               | 11 marzo 2007     | CSS                    |
| 417804 - | 2007 EU167               | 19 febbraio 2007  | Mt. Lemmon Survey      |
| 417805 - | 2007 EV169               | 14 marzo 2007     | Spacewatch             |
| 417806 - | 2007 ED171               | 21 novembre 2006  | Mt. Lemmon Survey      |
| 417807 - | 2007 EV187               | 15 marzo 2007     | CSS                    |
| 417808 - | 2007 EJ192               | 14 marzo 2007     | Spacewatch             |
| 417809 - | 2007 EN193               | 14 marzo 2007     | Mt. Lemmon Survey      |
| 417810 - | 2007 EW205               | 12 marzo 2007     | Spacewatch             |
| 417811 - | 2007 EB206               | 12 marzo 2007     | Mt. Lemmon Survey      |
| 417812 - | 2007 EC210               | 8 marzo 2007      | NEAT                   |
| 417813 - | 2007 EJ212               | 17 novembre 2006  | Spacewatch             |
| 417814 - | 2007 EN216               | 14 marzo 2007     | LONEOS                 |
| 417815 - | 2007 EL217               | 11 marzo 2007     | Mt. Lemmon Survey      |
| 417816 - | 2007 FA                  | 16 marzo 2007     | CSS                    |
| 417817 - | 2007 FX2                 | 15 dicembre 2006  | Mt. Lemmon Survey      |
| 417818 - | 2007 FT11                | 17 marzo 2007     | Spacewatch             |
| 417819 - | 2007 FQ15                | 11 marzo 2007     | CSS                    |
| 417820 - | 2007 FX20                | 24 marzo 2007     | Bickel, W.             |
| 417821 - | 2007 FF22                | 20 marzo 2007     | Spacewatch             |
| 417822 - | 2007 FJ23                | 20 marzo 2007     | Spacewatch             |
| 417823 - | 2007 FQ29                | 20 marzo 2007     | Mt. Lemmon Survey      |
| 417824 - | 2007 FU29                | 20 marzo 2007     | LINEAR                 |
| 417825 - | 2007 FM32                | 20 marzo 2007     | Spacewatch             |
| 417826 - | 2007 FR38                | 25 marzo 2007     | Mt. Lemmon Survey      |
| 417827 - | 2007 FG39                | 20 marzo 2007     | CSS                    |
| 417828 - | 2007 FA47                | 19 marzo 2007     | Mt. Lemmon Survey      |
| 417829 - | 2007 FS48                | 28 gennaio 2006   | Spacewatch             |
| 417830 - | 2007 FE49                | 20 marzo 2007     | Mt. Lemmon Survey      |
| 417831 - | 2007 FP49                | 26 marzo 2007     | CSS                    |
| 417832 - | 2007 FV49                | 26 marzo 2007     | CSS                    |
| 417833 - | 2007 GG4                 | 7 aprile 2007     | CSS                    |
| 417834 - | 2007 GH5                 | 25 marzo 2007     | Mt. Lemmon Survey      |
| 417835 - | 2007 GK32                | 21 febbraio 2007  | Mt. Lemmon Survey      |
| 417836 - | 2007 GP41                | 14 aprile 2007    | Spacewatch             |
| 417837 - | 2007 GZ52                | 14 aprile 2007    | Mt. Lemmon Survey      |
| 417838 - | 2007 GU56                | 15 marzo 2007     | Spacewatch             |
| 417839 - | 2007 GD65                | 15 aprile 2007    | Spacewatch             |
| 417840 - | 2007 GJ74                | 15 aprile 2007    | CSS                    |
| 417841 - | 2007 GT76                | 7 aprile 2007     | CSS                    |
| 417842 - | 2007 GF77                | 11 aprile 2007    | CSS                    |
| 417843 - | 2007 HS1                 | 16 aprile 2007    | CSS                    |
| 417844 - | 2007 HP8                 | 18 aprile 2007    | Mt. Lemmon Survey      |
| 417845 - | 2007 HT32                | 19 aprile 2007    | Spacewatch             |
| 417846 - | 2007 HL40                | 20 aprile 2007    | Spacewatch             |
| 417847 - | 2007 HR46                | 20 aprile 2007    | Spacewatch             |
| 417848 - | 2007 HZ51                | 20 aprile 2007    | Spacewatch             |
| 417849 - | 2007 HG57                | 22 aprile 2007    | Mt. Lemmon Survey      |
| 417850 - | 2007 HV58                | 23 aprile 2007    | CSS                    |
| 417851 - | 2007 HQ60                | 20 aprile 2007    | Spacewatch             |
| 417852 - | 2007 HL61                | 20 aprile 2007    | Spacewatch             |
| 417853 - | 2007 HS96                | 20 aprile 2007    | Spacewatch             |
| 417854 - | 2007 JM                  | 25 aprile 2007    | Mt. Lemmon Survey      |
| 417855 - | 2007 JN                  | 7 maggio 2007     | Mt. Lemmon Survey      |
| 417856 - | 2007 JZ                  | 6 maggio 2007     | PMO NEO Survey Program |
| 417857 - | 2007 JE9                 | 9 maggio 2007     | CSS                    |
| 417858 - | 2007 JK11                | 14 marzo 2007     | Mt. Lemmon Survey      |
| 417859 - | 2007 JX12                | 7 maggio 2007     | Spacewatch             |
| 417860 - | 2007 JK16                | 10 maggio 2007    | Tucker, R. A.          |
| 417861 - | 2007 JW17                | 25 aprile 2007    | Mt. Lemmon Survey      |
| 417862 - | 2007 JX23                | 25 aprile 2007    | Mt. Lemmon Survey      |
| 417863 - | 2007 JN45                | 12 maggio 2007    | Mt. Lemmon Survey      |
| 417864 - | 2007 KQ3                 | 25 marzo 2007     | Mt. Lemmon Survey      |
| 417865 - | 2007 LA28                | 25 marzo 2007     | Mt. Lemmon Survey      |
| 417866 - | 2007 LY33                | 8 giugno 2007     | Spacewatch             |
| 417867 - | 2007 MO                  | 16 giugno 2007    | Siding Spring Survey   |
| 417868 - | 2007 MX2                 | 16 giugno 2007    | Spacewatch             |
| 417869 - | 2007 MO6                 | 16 giugno 2007    | Spacewatch             |
| 417870 - | 2007 ME9                 | 19 giugno 2007    | Spacewatch             |
| 417871 - | 2007 MB24                | 24 giugno 2007    | LINEAR                 |
| 417872 - | 2007 ND1                 | 8 luglio 2007     | Broughton, J.          |
| 417873 - | 2007 NJ4                 | 14 luglio 2007    | Chante-Perdrix         |
| 417874 - | 2007 NC5                 | 4 luglio 2007     | Mt. Lemmon Survey      |
| 417875 - | 2007 OG1                 | 18 luglio 2007    | LINEAR                 |
| 417876 - | 2007 PX7                 | 10 agosto 2007    | Broughton, J.          |
| 417877 - | 2007 PP19                | 9 agosto 2007     | Spacewatch             |
| 417878 - | 2007 PV21                | 9 agosto 2007     | LINEAR                 |
| 417879 - | 2007 PY23                | 12 agosto 2007    | LINEAR                 |
| 417880 - | 2007 PG26                | 11 agosto 2007    | LINEAR                 |
| 417881 - | 2007 PB46                | 10 agosto 2007    | Spacewatch             |
| 417882 - | 2007 PS48                | 11 agosto 2007    | Siding Spring Survey   |
| 417883 - | 2007 QR3                 | 23 agosto 2007    | Andrushivka            |
| 417884 - | 2007 QB12                | 21 agosto 2007    | BATTeRS                |
| 417885 - | 2007 QZ16                | 16 agosto 2007    | LINEAR                 |
| 417886 - | 2007 RF6                 | 13 agosto 2007    | LINEAR                 |
| 417887 - | 2007 RT10                | 7 settembre 2007  | LINEAR                 |
| 417888 - | 2007 RN11                | 10 settembre 2007 | Chante-Perdrix         |
| 417889 - | 2007 RO16                | 2 settembre 2007  | CSS                    |
| 417890 - | 2007 RD27                | 4 settembre 2007  | Mt. Lemmon Survey      |
| 417891 - | 2007 RL32                | 5 settembre 2007  | CSS                    |
| 417892 - | 2007 RQ34                | 6 settembre 2007  | LONEOS                 |
| 417893 - | 2007 RX38                | 8 settembre 2007  | LONEOS                 |
| 417894 - | 2007 RW40                | 9 settembre 2007  | Spacewatch             |
| 417895 - | 2007 RN43                | 9 settembre 2007  | Spacewatch             |
| 417896 - | 2007 RU44                | 9 settembre 2007  | Spacewatch             |
| 417897 - | 2007 RJ54                | 9 settembre 2007  | Spacewatch             |
| 417898 - | 2007 RL73                | 10 settembre 2007 | Mt. Lemmon Survey      |
| 417899 - | 2007 RR98                | 10 settembre 2007 | Spacewatch             |
| 417900 - | 2007 RE102               | 11 settembre 2007 | CSS                    |

## 417901-418000
| Nome             | Designazione provvisoria | Data di scoperta  | Scopritore             |
| ---------------- | ------------------------ | ----------------- | ---------------------- |
| 417901 -         | 2007 RN105               | 11 settembre 2007 | CSS                    |
| 417902 -         | 2007 RY109               | 24 agosto 2001    | Spacewatch             |
| 417903 -         | 2007 RZ111               | 11 settembre 2007 | Mt. Lemmon Survey      |
| 417904 -         | 2007 RO113               | 11 settembre 2007 | Spacewatch             |
| 417905 -         | 2007 RL136               | 14 settembre 2007 | Mt. Lemmon Survey      |
| 417906 -         | 2007 RW138               | 23 ottobre 1997   | Spacewatch             |
| 417907 -         | 2007 RU141               | 12 settembre 2007 | Mt. Lemmon Survey      |
| 417908 -         | 2007 RZ141               | 11 settembre 2007 | Mt. Lemmon Survey      |
| 417909 -         | 2007 RT143               | 23 agosto 2007    | Spacewatch             |
| 417910 -         | 2007 RQ145               | 14 settembre 2007 | LINEAR                 |
| 417911 -         | 2007 RR149               | 12 settembre 2007 | CSS                    |
| 417912 -         | 2007 RX157               | 11 settembre 2007 | PMO NEO Survey Program |
| 417913 -         | 2007 RC158               | 12 settembre 2007 | CSS                    |
| 417914 -         | 2007 RZ164               | 10 settembre 2007 | Spacewatch             |
| 417915 -         | 2007 RL172               | 10 settembre 2007 | Spacewatch             |
| 417916 -         | 2007 RW199               | 13 settembre 2007 | Spacewatch             |
| 417917 -         | 2007 RS201               | 13 settembre 2007 | Spacewatch             |
| 417918 -         | 2007 RZ204               | 9 settembre 2007  | Spacewatch             |
| 417919 -         | 2007 RO211               | 8 settembre 2007  | LONEOS                 |
| 417920 -         | 2007 RB215               | 12 settembre 2007 | Spacewatch             |
| 417921 -         | 2007 RJ215               | 12 settembre 2007 | Spacewatch             |
| 417922 -         | 2007 RF220               | 14 settembre 2007 | Mt. Lemmon Survey      |
| 417923 -         | 2007 RQ233               | 12 settembre 2007 | CSS                    |
| 417924 -         | 2007 RG236               | 16 agosto 2007    | PMO NEO Survey Program |
| 417925 -         | 2007 RS244               | 11 settembre 2007 | Spacewatch             |
| 417926 -         | 2007 RV269               | 15 settembre 2007 | Spacewatch             |
| 417927 -         | 2007 RG278               | 5 settembre 2007  | CSS                    |
| 417928 -         | 2007 RX288               | 15 settembre 2007 | Mt. Lemmon Survey      |
| 417929 -         | 2007 RE289               | 10 settembre 2007 | Mt. Lemmon Survey      |
| 417930 -         | 2007 RW290               | 14 settembre 2007 | Mt. Lemmon Survey      |
| 417931 -         | 2007 RG293               | 13 settembre 2007 | Mt. Lemmon Survey      |
| 417932 -         | 2007 RU298               | 10 settembre 2007 | Mt. Lemmon Survey      |
| 417933 -         | 2007 RY308               | 9 settembre 2007  | Spacewatch             |
| 417934 -         | 2007 RU310               | 12 settembre 2007 | CSS                    |
| 417935 -         | 2007 RG315               | 8 settembre 2007  | LONEOS                 |
| 417936 -         | 2007 RT317               | 11 settembre 2007 | PMO NEO Survey Program |
| 417937 -         | 2007 RM322               | 12 settembre 2007 | CSS                    |
| 417938 -         | 2007 RK325               | 15 settembre 2007 | Mt. Lemmon Survey      |
| 417939 -         | 2007 SU3                 | 16 settembre 2007 | LINEAR                 |
| 417940 -         | 2007 SE4                 | 17 settembre 2007 | LINEAR                 |
| 417941 -         | 2007 SL7                 | 18 settembre 2007 | Spacewatch             |
| 417942 -         | 2007 SJ10                | 19 settembre 2007 | Spacewatch             |
| 417943 -         | 2007 SH13                | 19 settembre 2007 | Spacewatch             |
| 417944 -         | 2007 SS18                | 25 settembre 2007 | Mt. Lemmon Survey      |
| 417945 -         | 2007 TL10                | 12 settembre 2007 | Mt. Lemmon Survey      |
| 417946 -         | 2007 TN10                | 6 ottobre 2007    | LINEAR                 |
| 417947 -         | 2007 TJ16                | 7 ottobre 2007    | Crni Vrh               |
| 417948 -         | 2007 TY19                | 6 ottobre 2007    | LINEAR                 |
| 417949 -         | 2007 TB23                | 10 ottobre 2007   | CSS                    |
| 417950 -         | 2007 TL33                | 6 ottobre 2007    | Spacewatch             |
| 417951 -         | 2007 TU47                | 4 ottobre 2007    | Spacewatch             |
| 417952 -         | 2007 TQ49                | 5 settembre 2007  | Mt. Lemmon Survey      |
| 417953 -         | 2007 TM68                | 12 ottobre 2007   | Yeung, W. K. Y.        |
| 417954 -         | 2007 TY69                | 10 ottobre 2007   | Tucker, R. A.          |
| 417955 Mallama   | 2007 TE74                | 14 ottobre 2007   | Skillman, D.           |
| 417956 -         | 2007 TW74                | 15 ottobre 2007   | BATTeRS                |
| 417957 -         | 2007 TF77                | 5 ottobre 2007    | Spacewatch             |
| 417958 -         | 2007 TE87                | 8 ottobre 2007    | Mt. Lemmon Survey      |
| 417959 -         | 2007 TP87                | 8 ottobre 2007    | Mt. Lemmon Survey      |
| 417960 -         | 2007 TW92                | 6 ottobre 2007    | Spacewatch             |
| 417961 -         | 2007 TS104               | 10 settembre 2007 | Mt. Lemmon Survey      |
| 417962 -         | 2007 TD106               | 6 ottobre 2007    | Wise                   |
| 417963 -         | 2007 TQ109               | 20 settembre 2007 | CSS                    |
| 417964 -         | 2007 TL113               | 8 ottobre 2007    | LONEOS                 |
| 417965 -         | 2007 TH114               | 8 ottobre 2007    | CSS                    |
| 417966 -         | 2007 TX119               | 9 ottobre 2007    | PMO NEO Survey Program |
| 417967 -         | 2007 TB121               | 5 ottobre 2007    | Spacewatch             |
| 417968 -         | 2007 TP127               | 6 ottobre 2007    | Spacewatch             |
| 417969 -         | 2007 TV140               | 9 ottobre 2007    | Mt. Lemmon Survey      |
| 417970 -         | 2007 TL142               | 14 settembre 2007 | Mt. Lemmon Survey      |
| 417971 -         | 2007 TC155               | 9 ottobre 2007    | LINEAR                 |
| 417972 -         | 2007 TW156               | 9 ottobre 2007    | LINEAR                 |
| 417973 -         | 2007 TF165               | 11 ottobre 2007   | LINEAR                 |
| 417974 -         | 2007 TX167               | 12 ottobre 2007   | LINEAR                 |
| 417975 -         | 2007 TD168               | 12 ottobre 2007   | LINEAR                 |
| 417976 -         | 2007 TA172               | 13 ottobre 2007   | LINEAR                 |
| 417977 -         | 2007 TM173               | 3 settembre 2000  | Spacewatch             |
| 417978 Haslehner | 2007 TY184               | 13 ottobre 2007   | Gierlinger, R.         |
| 417979 -         | 2007 TW186               | 13 ottobre 2007   | LINEAR                 |
| 417980 -         | 2007 TP193               | 24 agosto 2007    | Spacewatch             |
| 417981 -         | 2007 TP216               | 7 ottobre 2007    | Spacewatch             |
| 417982 -         | 2007 TL217               | 7 ottobre 2007    | Spacewatch             |
| 417983 -         | 2007 TY217               | 7 ottobre 2007    | Spacewatch             |
| 417984 -         | 2007 TO221               | 9 ottobre 2007    | Spacewatch             |
| 417985 -         | 2007 TH224               | 5 settembre 2007  | Mt. Lemmon Survey      |
| 417986 -         | 2007 TU229               | 9 settembre 2007  | Mt. Lemmon Survey      |
| 417987 -         | 2007 TO234               | 8 ottobre 2007    | Spacewatch             |
| 417988 -         | 2007 TW274               | 11 ottobre 2007   | Spacewatch             |
| 417989 -         | 2007 TN275               | 11 ottobre 2007   | CSS                    |
| 417990 -         | 2007 TO284               | 9 ottobre 2007    | Mt. Lemmon Survey      |
| 417991 -         | 2007 TP302               | 12 ottobre 2007   | Spacewatch             |
| 417992 -         | 2007 TJ346               | 13 ottobre 2007   | Mt. Lemmon Survey      |
| 417993 -         | 2007 TG356               | 11 ottobre 2007   | LUSS                   |
| 417994 -         | 2007 TV360               | 14 ottobre 2007   | Mt. Lemmon Survey      |
| 417995 -         | 2007 TM368               | 10 agosto 2007    | Spacewatch             |
| 417996 -         | 2007 TZ372               | 10 agosto 2007    | Spacewatch             |
| 417997 -         | 2007 TC378               | 21 settembre 2007 | PMO NEO Survey Program |
| 417998 -         | 2007 TL384               | 14 ottobre 2007   | Mt. Lemmon Survey      |
| 417999 -         | 2007 TG400               | 15 ottobre 2007   | CSS                    |
| 418000 -         | 2007 TY400               | 10 settembre 2007 | Mt. Lemmon Survey      |